# Majka Jeżowska
Majka Jeżowska, de son vrai nom Maria Jeżowska, née le 25 mai 1960 à Nowy Sącz, est une chanteuse polonaise composant essentiellement des chansons pour enfants.
Elle a été récompensée de l'Ordre du Sourire et a été ambassadrice de l'UNICEF pour la Pologne.